# スウィフト (輸送船)
HSV-2 スウィフト (HSV-2 Swift)は、オーストラリアの造船会社、インキャット社のアメリカ工場で建造された双胴高速輸送船である。

## 建造
スウィフトは、アメリカ海軍が新たな技術やコンセプトをテストするためにリースしたジョイントベンチャー（HSV-X1）に続く2隻目の双胴高速輸送船である。2002年6月にアメリカ海軍作戦部長であるヴァーン・クラーク海軍大将が米軍再編の一環として発表したシーパワー21計画には、国際海域から統合戦力を投射する海上基地能力の強化が盛り込まれており、高速輸送船も構成要素に含まれていた。
2003年、スウィフトはオーストラリアの造船メーカーであるインキャット社によって建造され、ルイジアナ州ロックポートのボリンジャー・インキャットによってアメリカ海軍にリースされた。初年度の契約額は2,170万ドルだった。

## 設計
ウェーブ・ピアサー船型の大型双胴船で、船体はアルミニウム製である。正面からはトリマラン（三胴船）のようにも見えるが、中央船体は水面に接しておらず、浮力を分担していない。ウォータージェットで推進する。
インキャットの標準設計の船体をベースに、任務に必要なヘリコプター甲板、車両甲板、小型舟艇およびUAVの発着艦能力、通信機能などの設備を追加している。追加設備には、モジュール設計が採用されており、短期間で改装を終え任務へ投入できるよう考慮されている。固定兵装は搭載されていない。

## 運用
アメリカ海軍がチャーターの形で運用し、スマトラ島沖地震の際には支援として派遣された。
2013年に契約終了となり、2015年よりはアラブ首長国連邦のNational Marine Dredging Companyがチャーターし運用していたが、2016年9月30日、イエメン沿岸でフーシ派の対艦ミサイル攻撃を受け破壊された。スウィフトは被弾により大破炎上したが、沈没は免れた。
その後、ギリシャで高速船を運航するSeajet社に譲渡され、2017年7月ごろからギリシャ国内にて大破状態のまま係船されている。